# Тимко, Имре
Имре Тимко (венг. Timkó Imre, 13 августа 1920 года, Будапешт, Венгрия — 30 марта 1988 г., Хайдудорог, Венгрия) — епископ Хайдудорога Венгерской католической церкви и апостольский администратор Мишкольца с 7 января 1975 года по 30 марта 1988 год.

## Биография
8 декабря 1945 года Имре Тимко рукоположён в священника.
7 января 1975 года Римский папа Павел VI назначил Имре Тимко епископом Хайдудорога и апостольским администратором Мишкольца. 8 февраля 1975 года состоялось рукоположение Имре Тимко в епископа, которое совершил титулярный епископ Гипсарии Йоаким Шегеди в сослужении с архиепископом Калочи Йожефом Ийяшем и архиепископом Эгера Йожефом Банком.
Скончался 30 марта 1988 года в Хайдудороге.